# Стамбульский тоннель
Большой Стамбульский тоннель (тур. Büyük İstanbul Tüneli) — строящийся многоцелевой (автомобильный и железнодорожный) подводный тоннель под проливом Босфор в Стамбуле. Завершение проекта ожидается в 2028 году. Тоннель длиной 6,5 км и диаметром 18,80 м будет состоять из трех уровней: два уровня предназначены для дорожного движения, а один будет использоваться железнодорожной системой страны. Тоннель будет пролегать на глубине 110 м под уровнем моря и объединять скоростные магистрали между тремя основными аэропортами города. Предполагается, что Стамбульский тоннель будет иметь суточный пассажиропоток до 6,5 млн человек, а также — что его ежедневно будут использовать до 120000 «колесных транспортных средств». В конкурсе, состоявшемся 30 ноября 2016 года, предварительный отбор прошли 6 из 7 потенциальных участников проекта: они готовят свои технические и финансовые предложения.

## Проект
Проект Большого Стамбульского тоннеля был официально объявлен премьер-министром Турецкой Республики Ахметом Давутоглу 27 февраля 2015 года. Тоннель длиной 6,5 км и диаметром 18,80 м будет состоять из трёх уровней: два уровня предназначены для дорожного движения, а один будет использоваться железнодорожной системой страны. Тоннель будет пролегать на глубине 110 м под уровнем моря.
Маршрут Большого Стамбульского тоннеля будет проходить между Gayrettepe на европейской стороне и Küçüksu на азиатской стороне города — сам же тоннель будет соединять скоростные магистрали между тремя основными аэропортами города: аэропортом Стамбул имени Ататюрка, аэропортом Стамбула имени Сабихи Гёкчен и новый аэропортом города, строительством которого занимается консорциум турецких компаний и который появится в европейской части мегаполиса (в сельском округе Арнавуткёй). Кроме того девять железнодорожных линий в городского метро будут ходить по тоннелю. По завершении проекта, время в пути по маршруту из Hasdal в Camlik сократится с 40 до 14 минут.
Благодаря строительству Большого Стамбульского тоннеля три существующих моста через Босфор: Мост Мучеников 15 Июля, мост Султана Мехмеда Фатиха и мост Султана Селима Явуза — соединятся прямым маршрутом. Стоимость проекта составит 3,5 миллиарда долларов США: финансирование строительства будет осуществляться на основе концессии (в режиме build-operate-transfer).
Исследования, связанные со строительством Большого Стамбульского тоннеля, проектные работы и инженерные услуги обошлись бюджету города в 35 миллионов турецких лир. Из этой суммы в 2016 году до 7 миллионов 500 тысяч турецких лир было потрачена в рамках планирования объекта: сюда вошли глубоководные буровые работы, работы на суше и на море, а также сбор наземных данных, позволивший спроектировать уникальное сооружение. В конкурсе, состоявшемся 30 ноября 2016 года, предварительный отбор прошли 6 из 7 потенциальных участников проекта: теперь их «пригласили» подать свои технические и финансовые предложения по поводу строительства тоннеля.
Предполагается, что Стамбульский тоннель будет иметь суточную мощность пассажиропотока до 6,5 млн человек, а также — что его ежедневно будут использовать до 120000 «колесных транспортных средств» (в обоих направлениях).

## Текущий статус
В апреле 2017 года было объявлено, что проект тоннеля, подготовленный компанией «Yuksel Project International Inc» получил наибольшее количество баллов в конкурсе на проектирование объекта: в скором времени ожидается подписание контракта с главным государственным управлением, проводившем тендер.